# Trotogonia subornata
Trotogonia subornata là một loài bướm đêm trong họ Geometridae.